# The Sexual Politics of Meat
The Sexual Politics of Meat: A Feminist-Vegetarian Critical Theory (en català: La política sexual de la carn: Una teoria crítica feminista-vegetariana) és un llibre publicat en 1990 per l'escriptora i activista Carol J. Adams en el qual explora la relació entre els valors patriarcals i el consum de carn entrellaçant les idees del feminisme, el vegetarianisme, la defensa animal i la teoria literària. The New York Times ho ha descrit com «una bíblia per a la comunitat vegana». La política sexual de la carn s'ha traduït a nou idiomes. i s'ha tornat a publicar per a la seva edició del 25 aniversari com a part de la sèrie Bloomsbury Revelations.

## Resum
The Sexual Politics of Meat va ser escrit per primera vegada com un assaig per a un curs universitari impartit per Mary Daly i inclou material com a entrevistes de feministes vegetarianes en l'àrea de Boston-Cambridge.
El llibre es compon de tres parts: «Els textos patriarcals de la carn», «Des del ventre de Zeus» i «Menja arròs, tingues fe en les dones», així com un epíleg titulat «Desestabilitzant el consum patriarcal». En aquestes seccions, Adams analitza les connexions i les comparacions entre la misogínia cultural arrelada i el que Adams veu com una obsessió pel consum de carn i la masculinitat.

## Recepció
Quan va aparèixer per primera vegada en 1990, Library Journal va descriure a The Sexual Politics of Meat com «una obra important i provocativa» i va predir que «inspiraria i enfuriria als lectors de tot l'espectre polític».1 Fidel a la predicció de Library Journal, el llibre va ser aclamat per CHOICE com una «'bíblia' per a activistes feministes i progressistes dels drets dels animals» i igualment injuriat per comentaristes conservadors com Rush Limbaugh.
Ha estat revisat per múltiples mitjans, inclosos NWSA Journal, Etnofoor i The Women's Review of Books. En un article de 2010 per a The Guardian, Nina Power va escriure que «[h]an passat 20 anys des que es va publicar The Sexual Politics of Meat, però continua sent tan rellevant com sempre».